# فابین دافور
فابین دافور (به انگلیسی: Fabienne Dufour) (زادهٔ ۱۱ ژوئیهٔ ۱۹۸۱) شناگر اهل بلژیک است.